# ۷۵۴ (میلادی)
۷۵۴ (میلادی) هفتصد و پنجاه و چهارمین سال تقویم میلادی است.

## درگذشتگان
‎